# مجموعة الثلاثي (جيل 98)

## مجموعة الثلاثي
يشير هذا المُصطلح إلى مجموع ثلاث أفراد هم: بيو باروخا وراميرو دي مايثتو وخوسيه مارتينيث رويث(والذي لم يكن يستخدم إسمه الاستعاري أثورين بعد). وبالرغم من أن كل منهم ينتمي إلي جيل 98 إلا أنهم كونوا هذه المجموعة في ديسمبر عام 1901 تحت هدف أساسي وهو جعل إسبانيا نسخة من أوروبا. ولكن هذا التجمع لم يستمر كثيرا حيث توقف نشاط المجموعة في أواخر عام 1903 أو بدايات عام 1904 وبدون تحقيق أي من أهدافها، الأمر الذي أدى إلى يأس أعضاء المجموعة وتشائمهم فيما يتعلق بمستقبل بلدهم إسبانيا. ومنذ لحظة انفصالهم ومضى كل منهم بطريقِ مختلفِ تماماً عن معتقداته الشبابية المثالية. فمثلاً؛ مايثتو تحول من كونه اشتراكياً إلى يمينياً متطرفاً ومُدافعاً عن المجتمع الإسباني وأثورين تخلى عن فوضويته التخريبية ليكون جزءاً من المشاريع السياسية لحكومة ماورا محاولاً بذلك شغل مناصب إدارية هامة، واستمر باروخا منشقاً ومنعزلاً أكثر فأكثر في طريقه.

### المجلة الشبابية
تبنت المجموعة فكرة إنشاء مجلة تدعم أفكارهم فجاءت «المجلة الشبابية» والتي بالرغم من عدم إستمرارها فترة كبيرة (بداية من 1أكتوبر 1901 وحتى 27 مارس 1902) إلا أنها أصدرت 12 عدداً ومنها البيان المعروف باسم «بيان الثلاثي» الذي نُشر في ديسمبر في العدد ال11, كما كان للمجلة طابع أوروبي علمي حيث جاء بهذا البيان أنه يجب تطبيق المعرفة العلمية بشكل عام في جميع الجوانب الاجتماعية، والتي من وجهة نظر الثلاثي هي: الفقر في الريف، والجوع، والإدمان على الكحول، والبغاء، والاحتياجات ذات الأولوية مثل: التعليم الإلزامي وصندوق الائتمان الزراعي وإباحة الطلاق. وهكذا جاءت الطلبات الواردة بالبيان حيث لم يتم ذكر أي نقاط سياسية فيه. كما أنه نُشر بين صفحاته مقالات مُختارة عن الإصلاح للفيلسوف الألماني كراوس وللاشتراكي الأسباني الناشئ ميغيل دي أونامونو، ولخواكين كوستا، ولخينير دي لوس رييوس، ولسانتياجو دي رامون وكاخال، وبيدرو دورادو مونتيرو، وخوليان بيستييرو، ورافائيل ألتاميرا.

### آداء المجموعة
وبرز للمجموعة من بين أعمال أخرى لقائهم مع «كاميلو بولابييخا» النقيب العام في كوبا والفيليبين وبورتو ريكو. كما طالبوا بإعادة إصلاح ونهضة الدولة وذلك بعد كارثة عام 1998. وبحسب ما جاء في مذكرات باروخا إشترك الثلاثي في حركة ديكتاتورية حُرة ضد الإمبريالية، وكان هذا ما أرادوا طرحه على النقيب بولابييخا عند لقائهم به ولكن الشيء الوحيد الذي تم الإتفاق عليه كان إقامة نصب تذكاري تخليداً للجنود الذين قُتلوا في المُستعمرات. كما عبرت المجموعة عن مُعاناة مدينة ألوثاينا من حيث مظاهر الطغيان والفساد وسوء استخدام السلطة، ولكن باءت محاولتهم بالفشل بالرغم من أنها كانت تحظى بدعم أونامونو ولا سيما أنطونيو ماورا.

### نهاية المجموعة
لم يكن للمجموعة إسهامات في الجانب الصحافي كما كان لها في جانبي؛ المقال والرواية. كما أن فشل محاولات المجموعة في إصلاح بلدهم إسبانيا كان سبباً رئيسياً في عدم استكمالهم نشر مقالات أخرى كفريق، مما أدى إلى حل المجموعة ومضى كل منهم في طريقه منفصلاً تماماً عن شريكيه.